# Émilien Gailleton
Émilien Gailleton (Croydon, 13 de julio de 2003) es un jugador francés de rugby que se desempeña como centro en el club Section Paloise del Top 14.

## Biografía

### Juventud y formación
Nacido en Croydon, Inglaterra, de padre francés y madre británica, Émilien Gailleton se mudó a las cercanías de Cahors, en el departamento de Lot, a los tres años de edad. Es en Cahors rugby donde descubre el rugby en 2008. Luego se une al SU Agen en juveniles a partir de 2017.

### Carrera en club

#### Inicios en SU Agen
Gailleton debutó profesionalmente con Agen el 15 de octubre de 2021, a la edad de dieciocho años, en una derrota ante Vannes, durante la Pro D2 2021-22. Jugó quince partidos y anotó quince puntos en su primera temporada profesional.

#### Llegada a Pau
En diciembre de 2021, Émilien Gailleton firmó con la Section Paloise e ingresó al club de Top 14 al finalizar la temporada 2021-2022.
A pesar del interés mostrado por el ASM Clermont y el Stade Toulousain, Gailleton se unió a los Bearnés, prefiriendo el proyecto deportivo y el entorno de vida, y se reencontró con Sébastien Piqueronies, a quien conoció como director de la filial de Francia Joven en Marcoussis.
Con un excelente comienzo de la temporada 2022-23, fue considerado una de las revelaciones del campeonato y llamó la atención del seleccionador de Francia, Fabien Galthié. En su primer año en el Top 14, anotó 14 ensayos en 24 partidos y terminó como el máximo anotador de ensayos de la temporada, superando a Ethan Dumortier y Alivereti Raka, quienes marcaron 10 ensayos cada uno. Fue lógicamente elegido en el equipo ideal de la temporada del Top 14.
En la temporada 2023-24, se convirtió en un jugador más completo pero menos decisivo. Su progresión parece haberse ralentizado, lo que ha resultado en una pérdida de ventaja respecto a una competencia de jóvenes jugadores emergentes en Francia. Gailleton sigue decidido a seguir esforzándose y aprovechar las oportunidades que se le presenten, especialmente en las próximas giras internacionales al final de la temporada.

### Carrera internacional
Émilien Gailleton es seleccionado por la selección francesa sub-20 para participar en el Torneo Seis Naciones Sub-20 en 2021, tiene entonces diecisiete años. Participó en cuatro partidos, tres de los cuales fue titular.
Al año siguiente, fue nuevamente seleccionado por los Bleuets para el Torneo de las Seis Naciones Sub-20 de 2022. Durante la, fue nombrado capitán y jugó los cinco partidos como titular , anotando. try en el tercer día contra Escocia . El verano siguiente, fue seleccionado para la Serie de Verano de las Seis Naciones U20. Jugó cuatro partidos como titular y anotó un try 
El 30 octobre 2022, Gailleton fue convocado por primera vez con el XV de Francia para la gira de otoño. Sin embargo, no participó en ningún partido. Unos meses más tarde, en janvier 2023, cuando se esperaba que fuera seleccionado para el Torneo de las Seis Naciones Sub-20 de 2023, finalmente fue requisado por la selección francesa para preparar el Torneo de las Seis Naciones 2023. Sin embargo, fue liberado por los Bleuets y convocado por los Bleuets en el segundo día contra Irlanda. Jugó este encuentro y luego los dos últimos días de la competición donde marcó dos tries, el joven francés terminó la competición en segundo lugar de la clasificación.
Al final de la temporada 2022-2023, es convocado a una lista de 23 jugadores para participar en una pasantía con los Blues. Esta lista está marcada por la ausencia de jugadores que son semifinalistas del campeonato. En juin 2023, fue uno de los 42 seleccionados por Galthié para preparar el Mundial de 2023. El 5 août siguiente, durante el test match contra Escocia, vio su primera selección con el XV de Francia.
Gailleton ha representado a Francia a nivel juvenil, jugando en la categoría sub-20 en 2021 y 2022. En total, jugó dieciséis partidos y anotó veinte puntos con el equipo de menores de 20 años.
El 30 de septiembre de 2023, recibió su primera convocatoria a la selección absoluta por el entrenador Fabien Galthié para los test matches de noviembre. Debutó con Francia el 29 de octubre de 2023 en una victoria 56-9 sobre Georgia en el Stade de France.

## Vida privada
Émilien Gailleton, siendo bilingüe y dominando el inglés con fluidez, se siente cómodo interactuando con los árbitros durante los partidos como capitán de la selección francesa sub-20.